# 斜阳 (歌曲)
斜阳（日语：／ shayo */?）是日本男女二人摇滚乐队Yorushika的数字下载（配信）单曲，由宝丽多唱片于2023年5月8日发行。其也是2023年日本电视动画《我心里危险的东西》第一季的片头主题曲。

## 概述
该歌曲由Yorushika成员n-buna为2023年日本电视动画《我心里危险的东西》第一季创作，其表示“简单的比喻很适合难以用语言表达的关系”，并认为该歌曲想表达的主题与动画交融后会引起良好的反应。
主唱suis则表示该歌曲的旋律、歌词和编曲都“充满了能让很多人产生共鸣的夏日元素”。